# Замок Джигінстоун

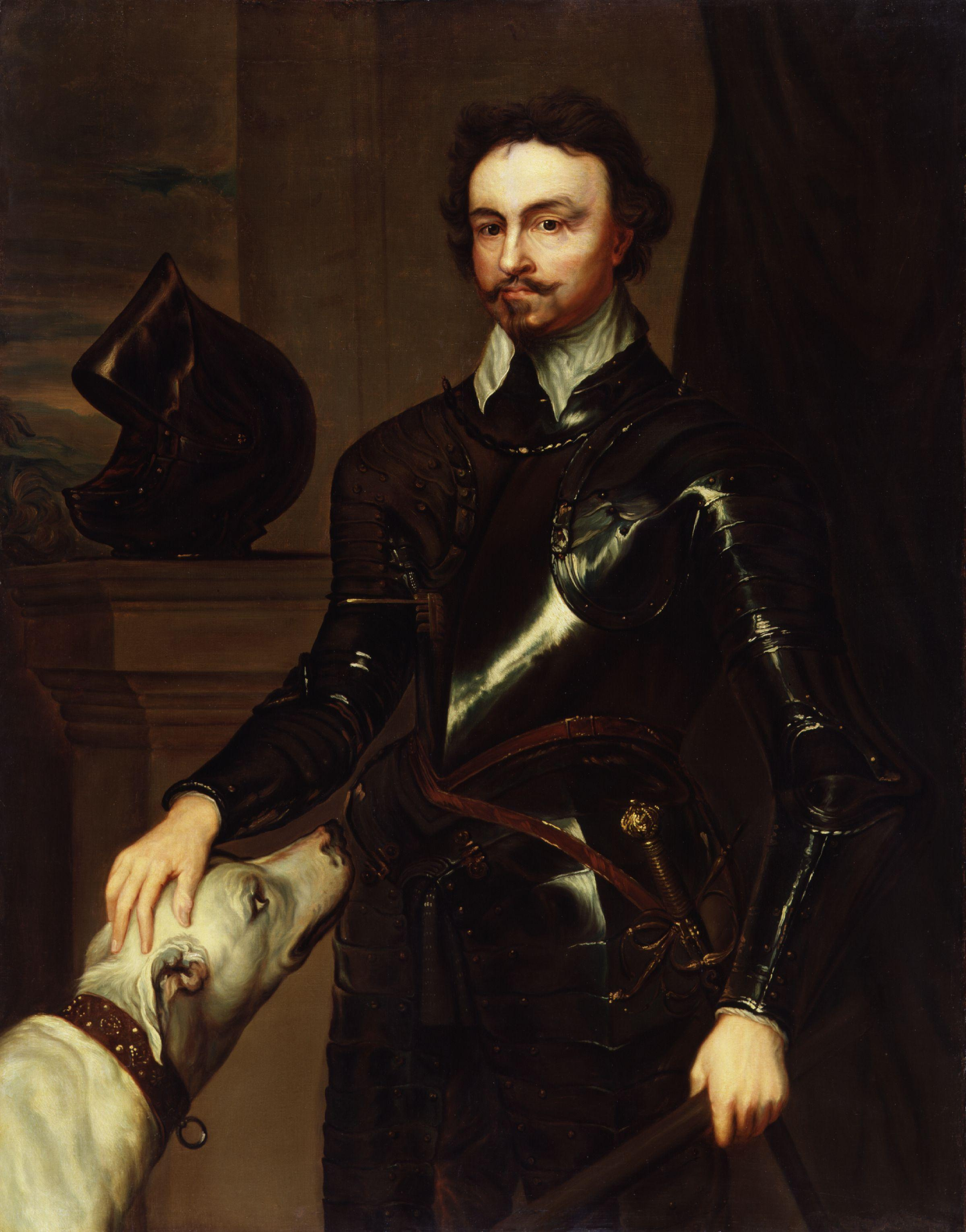
Томас Вентворт — будівничий замку Джиггістоун.

Замок Джиггінгстоун (англ. Jigginstown Castle, ірл. Caisleán Bhaile an tSigínigh) — кашлен Балє ан т-Сігініх — один із замків Ірландії, розташований в графстві Кілдер, на території землі Наас. Нині замок Джиггінгстоун є національною пам'яткою історії та культури Ірландії. Замок баштового типу.

## Історія замку Джиггістоун
Замок Джиггістоун побудований біля 1630 року в часи правління короля Англії Карла І (1625—1649), коли Ірландія була повністю завойована Англією. На той час це була одна з найбільших будівель в Ірландії, перший замок і перший будинок, що був побудований в Ірландії з червоної цегли (до того будували виключно з дикого каменю та дерева). Під час будівництво замку був використаний мармур з графства Кілкенні — для колон.
Замок Джиггістоун був побудований на території землі Наас в графстві Кілдер. Раніше ці землі були західною периферією Пейлу — англійської колонії в Ірландії. Навколо Пейлу по периметру здавна будували кільце замків — для захисту Пейлу від ірландських кланів, що намагалися повернути собі ці землі, а також для захисту худоби, яку періодично викрадали рейдери ірландських кланів. Замок Джиггістоун був також відомий як замок Сіггістоун.
Замок побудував Томас Вентворт — граф Страффорд, лорд-намісник Ірландії. Замок будували з метою, щоб король Англії, Шотландії та Ірландії у випадку свого візиту до Ірландії мав замок де міг би зупинитися і жити там з належним для короля комфортом. У 1641 році лорд Страффорд був заарештований і страчений «за державну зраду». Замок так і не був завершений. У 1641 році почалося повстання за незалежність Ірландії, а потім і громадянська війна на Британських островах. Католики воювали проти протестантів, роялісти проти республіканців, ірландські конфедерати проти англійців. Замки штурмувались, брались в облогу, руйнувались вогнем артилерії та пожежами. Замок Джиггістоун не оминула ця доля — він був зруйнований під час війни. За словами історика та біографа лорда Страффорда — Вероніки Веджвуд залишки замку ще можна було спостерігати в 1950 році. Нині від замку не лишилося і сліду. Нині це місце археологічних розкопок та культурного шару землі.